# Alois Anzenberger
Alois Anzenberger (* 26. März 1923 in Würmla; † 5. Juli 2005 in Tulln an der Donau) war ein österreichischer Politiker (ÖVP) und Landwirt. Er war von 1962 bis 1964 Mitglied des Bundesrates und von 1964 bis 1990 Abgeordneter zum Landtag von Niederösterreich.

## Ausbildung und Beruf
Alois Anzenberger wurde am 26. März 1923 als uneheliches Kind von Alois Anzenbacher (* 19. Mai 1897 in Anzing; † 3. Mai 1977 in Würmla), Wirtschaftsbesitzer in Anzing, und der Anna Nagl (* 12. April 1898), Dienstmagd in Waltendorf, in Würmla geboren und  wurde am 28. März 1923 auf den Namen Alois getauft. Seine Eltern haben am 31. Mai 1926 in der Basilika Mariazell geheiratet. Nach der Heirat und der Legitimation wurde Alois Anzenberger senior offiziell als sein Vater ins Taufbuch eingetragen. Am 4. Juni 1933 wurde er in St. Pölten gefirmt.
Anzenberger absolvierte zwischen 1929 und 1937 die Pflichtschule und arbeitete zunächst in der elterlichen Landwirtschaft mit. Er leistete während des Zweiten Weltkrieges von 1942 bis 1945 Militärdienst, wobei er in Kriegsgefangenschaft geriet und fünf Monate in Kärnten in Gefangenschaft verbrachte. Nach seiner Rückkehr besuchte Anzenberger von 1946 bis 1948 die landwirtschaftliche Fortbildungsschule in Würmla und absolvierte zudem zwischen 1947 und 1950 Weiterbildungskurse für Öffentlichkeitsarbeit und Politik. Er arbeitete als Landwirt in Anzing (Gemeinde Würmla), wobei er den elterlichen Betrieb 1953 übernahm. Ein Jahr zuvor hatte er am 17. November 1952 standesamtlich in Atzenbrugg und am 18. November kirchlich in der Pfarrkirche Würmla eine Anna Heiß geheiratet. Anzenberger wurde 1973 der Berufstitel Ökonomierat verliehen, 1990 ging er in Pension. Am 5. Juli 2005 starb Anzenberger 82-jährig in Tulln an der Donau.

## Politik
Anzenberger begann seine politische Karriere 1950 als geschäftsführendes Mitglied des Gemeinderates von Würmla, 1960 stieg er zum Vizebürgermeister, 1965 zum Bürgermeister auf, wobei er dieses Amt bis 1996 ausübte. Er vertrat die ÖVP zudem vom 19. Juni 1962 bis zum 19. November 1964 im Bundesrat und war im Anschluss vom 19. November 1964 bis zum 18. April 1990 Abgeordneter zum Niederösterreichischen Landtag. Innerparteilich fungierte er als Ortsparteiobmann der ÖVP-Würmla und Hauptbezirksparteiobmann der ÖVP-Tulln, zudem war er Bezirksobmann und Mitglied des Landesvorstandes des Seniorenbundes. Zwischen 1956 und 1960 hatte er des Weiteren die Funktion eines Landeskammerrats der Niederösterreichischen Landwirtschaftskammer inne, war von 1976 bis 1989 Obmann der Bezirksbauernkammer Atzenbrugg und ab 1974 Präsident der Österreichischen Hagelversicherung.

## Auszeichnungen
- 1979: Großes Silbernes Ehrenzeichen für Verdienste um die Republik Österreich[3]
- Goldenes Komturkreuz des Ehrenzeichens für Verdienste um das Bundesland Niederösterreich